# Paracullia
Paracullia là một chi bướm đêm thuộc họ Noctuidae.